# Andreas Romberg

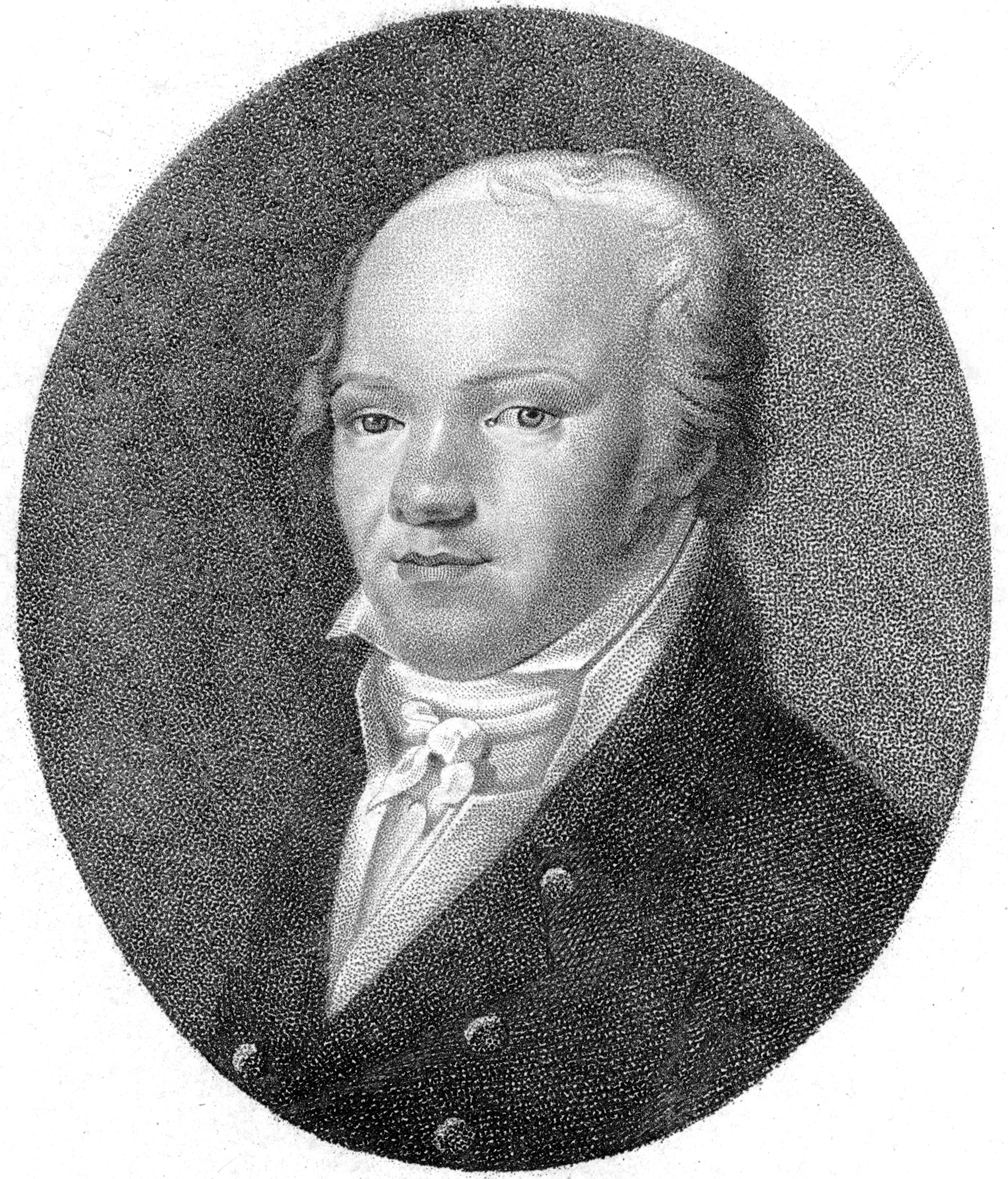
Andreas Romberg.

Andreas Jakob Romberg, född den 27 april 1767 i Vechta, död den 10 november 1821 i Gotha, var en tysk kompositör och violinist. Han var far till Heinrich och Cyprian Romberg.
Han föddes i den ansedda musikerfamiljen Romberg som var välkänd i trakterna kring Münster i Westfalen. Han gjorde redan som helt ung konsertresor, tillsammans med kusinen Bernhard Romberg, till Holland och Frankrike samt blev i Paris 1784 engagerad för Concerts spirituels.
År 1790 slutförde han sin musikaliska utbildning i Bonn och fick anställning i kurfurstens orkester där han också blev bekant med den unge Ludwig van Beethoven. År 1793 flyttade han till Hamburg där han kom att ingå i operaorkestern. Han blev 1809 filosofie hedersdoktor vid Kiels universitet. År 1815 blev han kapellmästare i Gotha. 
Rombergs första opera, Der Rabe, hade premiär 1794. Han komponerade också sin egen uppsättning av Messias (Der Messias). Av hans många kompositioner i Mozarts stil (symfonier, violinkonserter, 30 stråkkvartetter och annan instrumentalmusik samt flera operor och sångverk) föll det mesta snart i glömska, utom melodierna till Schillers Das Lied von der Glocke och Die Macht des Gesanges.